# منعكس بيزولد ياريش
منعكس بيزولد-ياريش ينطوي على مجموعة متنوعة من عمليات القلب والأوعية الدموية والعصبية التي تسبب ضعف التنفس (التنفس بشكل مفرط أو معدل التنفس بشكل غير طبيعي منخفض) وبطء القلب (منخفض بشكل غير طبيعي أي ان معدل ضربات القلب يستريح) 

## التسمية
سمي المنعكس الطبي نسبة إلى العالمان 
- ادولف جاريش جونيور
- البرت فون بيزولد